# Ar 197 (航空機)
アラド Ar 197
Ar 197の模型
- 用途：艦上戦闘機
- 製造者：アラド
- 初飛行：1937年春
- 生産数：3機
- 運用状況：試作のみ

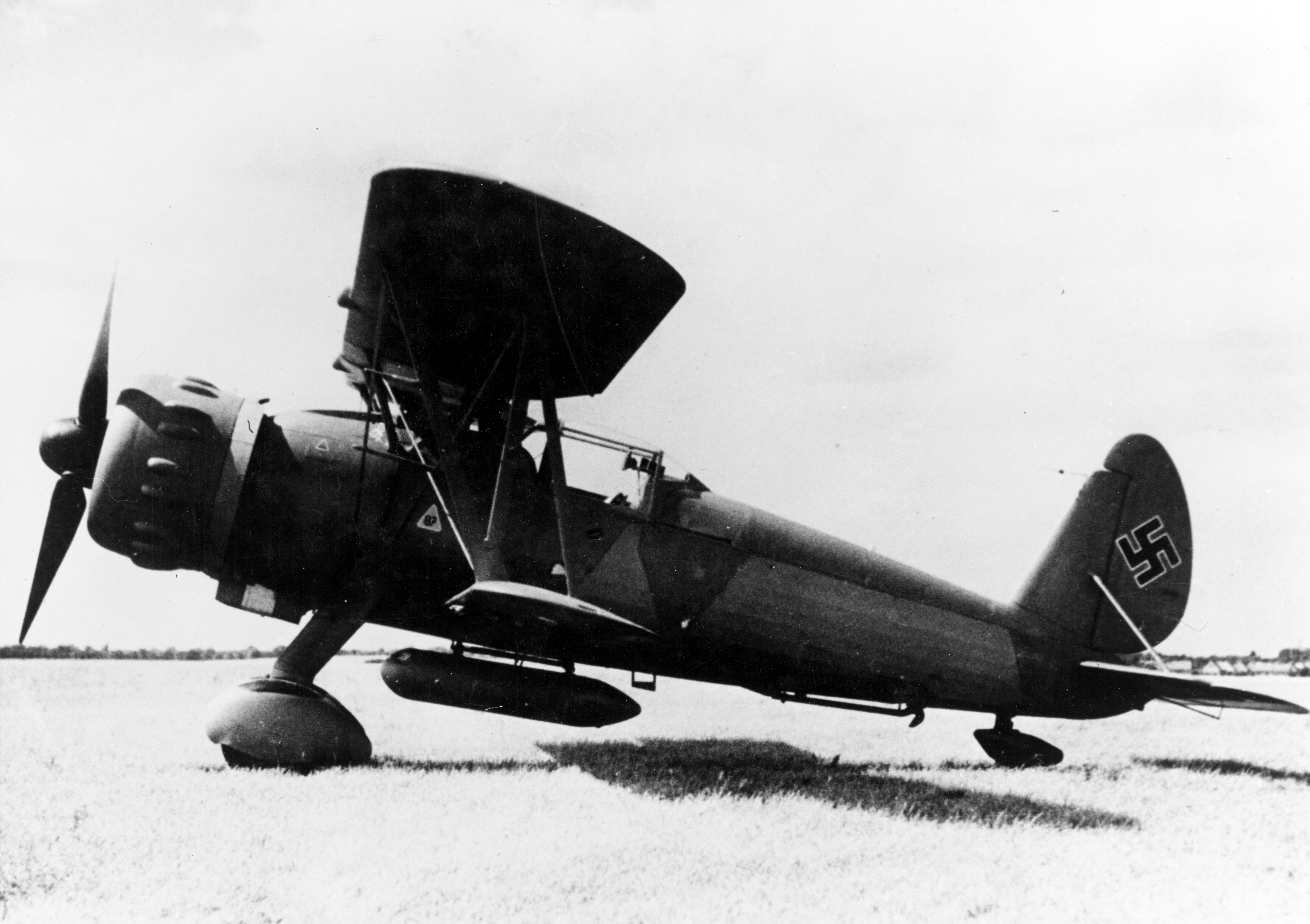
Arado Ar 197

アラド Ar 197（Arado Ar 197）は、第二次世界大戦にドイツのアラド社で未完の航空母艦 グラーフ・ツェッペリンでの運用を目して設計、製造された単発、複葉の戦闘機である。僅か数機の試作機が完成しただけで、メッサーシュミット Bf109TやMe 155のために計画は破棄された。

## 設計と開発
Ar 197は、計画された（しかし未完の）ドイツ海軍の空母グラーフ・ツェッペリンとペーター・シュトラッサー（Peter Strasser）から運用する艦上戦闘機への要求に端を発していた。Ar 68Hはアラド社としては完全密閉式のコックピットを持つ最初の機体であり、Ar 197の基となる設計に選ばれた。
Ar 197の試作初号機V1はAr 68Hを基にしており、完全密閉式コックピット、ダイムラー・ベンツ DB 600A 倒立V型エンジンと3枚プロペラを装備していたが、艦上機用装備は備えていなかった。試作2号機のAr 197 V2はV1と似てはいたが、BMW 132Dc 星型エンジンを装着しアレスティング・フックやカタパルト用スプールといった艦上機用装備を備えていた。Ar 197 V1とV2は両機共に1937年春に初飛行を行い、試作3号機は同年夏に製作された。V3はより高出力のBMW製星型エンジンを装着し、2丁の7.92 mm (.312 in) 機関銃と1門の20 mm 機関砲といった武装を施した最初の試作機であった。また胴体下には4発の50 kg (110 lb)爆弾、予備増槽、または煙幕散布器を吊り下げることのできるラックを装備していた。

## 運用の歴史
Ar 197 V3は評価試験にかけられることになったが、量産機種には選ばれなかった。空母グラーフ・ツェッペリンが完成する頃にはAr 197のような複葉機は戦闘機としての優位性は望めなくなっているはずであり、1939年にBf 109戦闘機の艦上機版であるBf 109TがAr 197の後継機に選ばれた。1941年にはBf 109Tの後継機としてMe 155が選ばれた。

## 運用
ドイツ国, ドイツ空軍

## 要目
(Arado Ar 197 V3) Kay & Smith, p. 24.
- 乗員：1名
- 全長：9.2 m (30 ft 21⁄4 in)
- 全幅：11 m (37 ft 81⁄4 in)
- 全高：3.6 m (11 ft 93⁄4 in)
- 翼面積：37.8 m2 (299.13 ft2)
- 空虚重量：1,840 kg (4,057 lb)
- 運用重量：2,475 kg (5,457 lb)
- 馬力荷重：184 W/kg (0.112 hp/lb)
- エンジン：
- 最大速度：400 km/h (248 mph)
- 巡航高度：8,600 m (26,213 ft)
- 航続距離：659 km (432 miles)
- 武装
  - 機関銃：2 × 7.92 mm (0.312 in) MG 15 機関銃
  - 機関砲：1 × 20 mm MG FF 機関砲
  - 爆弾：4 × 50 kg (110 lb)